# Kantchari
Kantchari è un dipartimento del Burkina Faso classificato come comune, situato nella provincia di Tapoa, facente parte della Regione dell'Est.
Il dipartimento si compone del capoluogo e di altri 29 villaggi: Bantoini, Barimagou, Bartiaga, Boudiéri, Boulmontchangou, Boulmontougou, Boupiena, Boupiengou, Brimonga, Comonli, Diankonli, Garbougou, Kambardebi, Kantari, Koena, Mantchangou, Mantougou, Mohadagou, Naboamou, Namagri, Namoumoanga, Nando, Sakoani, Sambalgou, Sampieri, Tabgou, Tandri, Tialboanga e Toundi.